# 贝贝尔·施特鲁佩特
贝贝尔·施特鲁佩特（德語：Bärbel Struppert，1950年9月26日—），德国前女子田径运动员。她曾代表东德参加1972年夏季奥林匹克运动会田径比赛，获得女子4×100米接力银牌。